# NGC 1586
NGC 1586 é uma galáxia espiral (Sbc) localizada na direcção da constelação de Eridanus. Possui uma declinação de -00° 18' 19" e uma ascensão recta de 4 horas, 30 minutos e 38,2 segundos.
A galáxia NGC 1586 foi descoberta em 30 de Dezembro de 1861 por Heinrich Louis d'Arrest.